# Anneloes van Veen
Anneloes van Veen (Naaldwijk, 7 de agosto de 1990) es una deportista neerlandesa que compite en vela en la clase 470.
Ganó dos medallas en el Campeonato Europeo de 470, oro en 2017 y plata en 2016. Participó en los Juegos Olímpicos de Río de Janeiro 2016, ocupando el cuarto lugar en la clase 470.

## Palmarés internacional
| \| Campeonato Europeo \| Campeonato Europeo \| Campeonato Europeo \| Campeonato Europeo \| \| Año \| Lugar \| Medalla \| Clase \| \| ------------------ \| -------------------------- \| ------------------ \| ------------------ \| \| 2016 \| Palma de Mallorca (España) \| Medalla de plata \| 470 \| \| 2017 \| Mónaco (Mónaco) \| Medalla de oro \| 470 \| |                            |                  |       |
| Campeonato Europeo |                            |                  |       |
| Año | Lugar                      | Medalla          | Clase |
| 2016 | Palma de Mallorca (España) | Medalla de plata | 470   |
| 2017 | Mónaco (Mónaco)            | Medalla de oro   | 470   |